# Banlieue-Banlieue
Banlieue-Banlieue est le nom d'un collectif d'artistes plasticiens français actif de 1982 à 1989.

## Historique
Le groupe Banlieue-Banlieue est né à Poissy en 1982.
Ironiquement, ce nom est né dans le contexte des expositions qui se tenaient au Centre Pompidou : « Paris-Moscou », « Paris-Berlin », « Paris-New-York » et « Paris-Paris ».
La formation originelle comprenait une dizaine de jeunes artistes, dont, entre autres Alain Campos, Anita Gallego, Antonio Gallego, José Maria Gonzalez et Daniel Guyonnet. À quelques exceptions près, ils s'étaient rencontrés autour de l'école des beaux-arts de Versailles. 
L'un des pionniers de l'art urbain en France, le groupe Banlieue-Banlieue participa dès ses débuts à de nombreuses manifestations situées majoritairement dans la périphérie de grosses et moyennes agglomérations. Ils sont associés à la Figuration libre et au mouvement graffiti naissant. La musique rock marque très nettement les débuts du groupe, puisqu'elle est associée à leurs travaux avec des concerts ou des peintures performances.
Leurs influences viennent des affichages de Mai 68 et des peintures des muralistes mexicains re-visitées par l'histoire de l'art. 
En 1984, le collectif investit Saint-Brieuc avec « Rock à St Brock » puis se lance dans la composition de grandes fresques éphémères, réalisées sur papier kraft et collées dans la rue, perturbant la signalétique officielle, en en modifiant les codes et les logiques par oblitération.
En 1985, le collectif est rejoint par Ivan Sigg et Kenji Suzuki. Cette année-là, Marco Ferreri leur demande de réaliser toute une série de fresques pour son film I Love You. Un an plus tard, il travaille à nouveau pour le cinéma en réalisant des fresques dans le métro pour certaines scènes du film Les Frères Pétard.
En 85 le groupe participe au premier rassemblement du mouvement graffiti et d'art urbain à Bondy (Île-de-France) avec : VLP, SP 38, Miss Tic, Jef Aérosol, Blek le rat, Nuklé-Art, Speedy Graphito, Epsylon Point, Futura 2000…
En 1987, le groupe devient un trio, Alain Campos, Ivan Sigg et Kenji Suzuki, peignent à trois sur le même tableau, tout en continuant d'intervenir dans l'espace urbain. Georges Boudailleécrit : « Banlieue-Banlieue peint comme le dieu Vichnou qui avec ses six bras peindrait six tableaux à la fois sur une seule toile. Lorsque la synthèse se produit, il n'y a plus qu'un seul tableau à l'effet multiplié. »
En 1989, de retour d'une tournée aux États-Unis, le groupe décide de s'autodissoudre.

## Principales manifestations
- 1982 : Poissy avec les concerts de : Les Guérilla, Marche sur l'autre, Tie break
- 1984 : Rock à St. Brock. CAC de Saint-Brieuc avec les concerts de : Les Alligators, La Horde et Gogol 1er, Oberkampf, Marc Seberg, Tuxedomoon
- 1984 : Fresques à La Courneuve, Pantin, Saint-Denis et Bondy pour Le musée dans la rue
- 1985 : Arrêt création à Poissy (fresques et exposition)
- 1985 : Fresques Djaa la Mode, Montbéliard et peinture performance pendant le concert de : The Fleshtones
- 1985 : Gare du Nord (Paris), peinture performance avec la revue Actuel et La Souris  Déglinguée
- 1986 : La Galerie de nuit, au théâtre Le Palace, Paris
- 1986 : Cinq cris en noir et blanc, contre l'Apartheid, façade du Centre Pompidou Beaubourg
- 1986 : Festival de Frasso Telesino (Italie)
- 1986 : Fresque pour Banlieues 89, invité par Roland Castro (architecte), au Centre Pompidou Beaubourg
- 1986 : Fresque de 10x10 mètres pour l’inauguration d’un magasin Seyu[2], (Tokyo), Japon
- 1987 : Fresques sur le pourtour du Marché de la poésie, Place St. Sulpice, Paris
- 1987 : Décors pour le Théâtre de l'unité, Bagnolet - Début d'une collaboration avec la galerie Horloge, Paris.
- 1988 : Scénographie pour le Ballet Sternenlicht de Torao Suzuki à Florence et Calgliari, Italie
- 1988 : Décor  pour la Grande scène centrale de la fête de l'Humanité avec les concerts des : Garçons Bouchers, Les Négresses Vertes, La Courneuve
- 1989 : Atrium Gallery, Washington D.C.
- 1989 : Galerie Penson, New York
- 2017 : Rétrospective Banlieue-Banlieue 1982-1989, Ville de Guyancourt[3],[4].
- 2017 : Le M.U.R. Oberkampf, Paris.
- 2017 : "Nuit des Musées", peinture performance au musée Paul Valéry, Sète[5].

## Revue de presse
- Libération, « Par ici la sortie », 18 juin 1982.
- L'Écho des Savanes n°16, « Le sens des traces », entretien avec John-Paul Lepers, 1984.
- Actuel, numéro hors série, « Almanach Banlieue », 1985.
- Revue Médianes n°11, « Graffiti's Folies » de Didier Moulin, août-septembre 1985.
- Revue Pôle Position n°3, « Analyse et passion » de François Pluchart, septembre 1985.
- Paris Magazine n°6, avril 1986.
- Libération, « Têtes d'affiche », 25 avril 1986.
- Revue BAT n°84, « I love you Banlieue-Banlieue » par Carole Thon, avril 1986.
- Première magazine n°110, « Banlieue-Banlieue » par Antoinette Boulat, mai 1986.
- L'Autre Journal n°12, semaine du 14 au 21 mai 1986.
- L'Humanité, « Avec toi Mandela! », 2 juin 1986.
- Le Quotidien de Paris, 18 décembre 1986.
- L'Humanité, 19 décembre 1986.
- Revue Flash Art n°11, « Un créateur à quatre têtes », entretien avec Ida Biard, 1986.
- Revue Portfolio n° 012, Tokyo, Japon, février-mars 1987.
- Le Monde, « Les graffitistes à Drouot », 28-27 juin 1987.
- Le Journal des Arts, L'Oeil, Street Art magazine, 2017/2018.